# Torre de Cristal
La Torre de Cristal (en català Torre de Vidre) a Madrid és l'edifici més alt d'Espanya, i el tretzè d'Europa. Té una altura de 249 metres, distribuïts en 53 plantes sobre el terra i 6 soterrades. Es va construir entre l'any 2004 i 2008. L'edifici està destinat íntegrament al lloguer d'oficines.
Les façanes estan cobertes exclusivament de vidre i al nivell superior, la variació de la planta genera canvis en els quatre plànols de la façana que ofereix a l'edifici l'aparença d'un cristall tallat. L'edifici és al districte madrileny de Fuencarral-El Pardo, al complex de gratacels Cuatro Torres Business Area.
La primera planta de la Torre de Cristall mesura deu metres d'altura i en la zona superior hi ha un jardí cobert d'hivern. La torre ha estat dissenyada per l'arquitecte argentí César Pelli. Al projecte també participen els arquitectes Íñigo Ortiz i Enrique León.

## Construcció
Per a la construcció del nucli de la Torre Cristall, es van emprar les tres versions del sistema modular ACS. No van existir problemes al disposar les consoles ACS R (R=regular), ACS P (P=platform), i ACS G(G=gallows) que van poder treballar en paral·lel assegurant els procediments òptims de treball.
El conjunt de 1.150 m² d'encofrat de mur VARIO, inclosa la bomba de formigonat, va ser distribuït en deu unitats de consoles independents. Segons l'edifici va guanyar en altura, el gruix dels murs del nucli es va reduir des de 120 cm fins a 70 cm. Adaptadors especials van permetre realitzar les operacions de grimpat salvant les variacions del gruix dels murs.